# II Cúpula América do Sul - Países Árabes
A II Cúpula América do Sul - Países Árabes (ASPA) foi inaugurada oficialmente pelo emir do Catar, Hamad Bin Khalifa Al-Thani em 31 de março de 2009.
Participaram do evento os 22 países da Liga Árabe e os 12 da Unasul para tratar temas de interesse para ambos os blocos reginonais.
Um dos acontecimentos de destaque da cúpula foi a proposta do presidente da Venezuela Hugo Chávez para criar uma divisa chamada de petro para substituir o dólar como moeda de reserva internacional. Chávez também criticou o Tribunal Penal Internacional por ditar ordem de captura contra o presidente do Sudão, Omar al Bashir, ao invés de ditá-la contra o ex-presidente estado-unidense George W Bush.

## Agenda
O principal tema da agenda inclui a proposta de medidas para enfrentar a crise financeira mundial e sua repercussão em ambas regiões. Além disso, abordaram-se temas relacionados com a integração e cooperação sul-sul, o apoio à legitimidade da causa palestina, assim como o estímulo do comércio e a investimento recíprocos.